# Juliusz Gabryel
Juliusz Gabryel (ur. 4 października 1979 w Kluczborku, zm. 14 marca 2018) – polski poeta.
Wiersze publikował w Studium, Frazie, Odrze, Toposie, Zeszytach Poetyckich, Kresach, FA-arcie, Kursywie, Portrecie, Undergruncie, Nowej Okolicy Poetów, Proarte, Kulturze.
Laureat I miejsca w konkursie na "Poetycki Debiut Roku 2002" organizowany przez Stowarzyszenie Pisarzy Polskich we Wrocławiu. Juror II edycji ogólnopolskiego konkursu "Szuflada" 2011. Autor czterech tomików poetyckich.
Pochowany 21 marca 2018 na cmentarzu komunalnym w Kluczborku przy ul. Opolskiej w sektorze F, w rzędzie 33, w grobie nr 14.

## Poezja
1. Hemoglobina, Stowarzyszenie Pisarzy Polskich Oddział we Wrocławiu, Wrocław 2003[3]
2. Laboratoria, Wydawnictwo Zielona Sowa i Studium Literacko-Artystyczne przy Instytucie Polonistyki Uniwersytetu Jagiellońskiego, Kraków 2006[4]
3. Płyn Lugola, Stowarzyszenie Żywych Poetów i Zeszyty Poetyckie, Brzeg – Gniezno 2016[5]
4. Lustrzane fikcje, Dom Literatury w Łodzi/ Stowarzyszenie Żywych Poetów w Brzegu – Łódź/Brzeg 2018, tom pośmiertny.